# 女ともだち (ルース・レンデルの小説)
『女ともだち』（おんなともだち、The New Girl Friend）は、1983年に発表されたルース・レンデルによる短編推理小説。また、表題作を含む短編集。2014年にフランスで映画化もされている。

## 主な登場人物
クリス（クリスティン）
男性恐怖症の人妻。女のような男性が好き。パートタイマーで働いている。
グレアム
クリスの夫。がっしりとした体格と日に焼けた男性。デイビーの飲み友達。
デイビー（デイヴィッド）
アンジーの夫。女性的で金髪の美形。自分が着るための高価な女の服や靴を所有。金持ちの一人っ子。
アンジー
デイビーの妻。四人は家族ぐるみの付き合いをしている。姉の家によく出かける。

## 物語
クリスはアンジーの家に遊びに行き、テーブルで「ヴォーグ」を読んでいる長い金髪の女と出会う。デイビーの妹かと最初は思うが彼が一人っ子だと聞いたのを思い出し、デイビーその人だと気づき驚くも、クリス自身やアンジーよりずっときれいで女そのものに見えるのに感銘を受ける。それから女装したしたデイビーとデーㇳをするようになる。デービーのほうがはるかにおしゃれで、背が高く、美しく優雅なことすら気にならなかった（この時点で彼女の後の時系列での回想が入るので、最悪の結末が回避された事を読者にほのめかされる）。二人は旅行しホテルに泊まるが、致命的なミスで肉体関係は失敗に終わる。

## 映画との相違点
- 小説では、女装者の妻は夫の性癖を知らないが、映画では知ったうえで結婚し、娘をもうけている。
- 映画では、女装者は、妻の死後に女ともだちと再婚し、小学生になった娘に母が二人いる格好になる。
- 女装者の恋対象はあくまで女性だが、映画では女ともだちの夫はゲイであると思い、妻と女装者の交流を認める。

## 短編集
『レンデル傑作集3 女ともだち（The New Girlfriend）』角川書店（角川文庫）、1989年4月（ 1985年）。ISBN 4-04-254119-4
| #  | 邦題                 | 原題                        | 訳者       |
| -- | -------------------- | --------------------------- | ---------- |
| 1  | 女ともだち           | The New Girl Friend         | 酒匂真理子 |
| 2  | ダーク・ブルーの香り | A Dark Blue Perfume         | 風間英美子 |
| 3  | 四十年後             | The Orchard Walls           | 深町眞理子 |
| 4  | 殺意の棲む家         | Hare's House                | 羽田詩津子 |
| 5  | ポッター亭の晩餐     | Dinner at Potters           | 宮脇孝雄   |
| 6  | 口笛を吹く男         | The Whistler                | 羽田詩津子 |
| 7  | 時計は苛む           | The Convolvulus Clock       | 酒匂真理子 |
| 8  | 狼のように           | Loopy                       | 山本俊子   |
| 9  | フェン・ホール       | Fen Hall                    | 中井京子   |
| 10 | 父の日               | Father's Day                | 深町眞理子 |
| 11 | ケファンダへの緑の道 | The Green Road to Quephanda | 酒匂真理子 |

## 受賞
- 1984年 - 短編「女ともだち」（1983年）はアメリカ探偵作家クラブでエドガー賞 短編賞受賞